# Katrine Noël
 (avril 2025).
Katrine Noël est une artiste multidisciplinaire acadienne, originaire de Dalhousie au Nouveau-Brunswick, dont le parcours s'étend sur la musique, le théâtre, le cinéma et les arts visuels. Reconnue pour sa sensibilité artistique et son engagement envers la culture acadienne, elle contribue activement à la scène artistique canadienne depuis plus d'une décennie.

## Carrière

### Musique

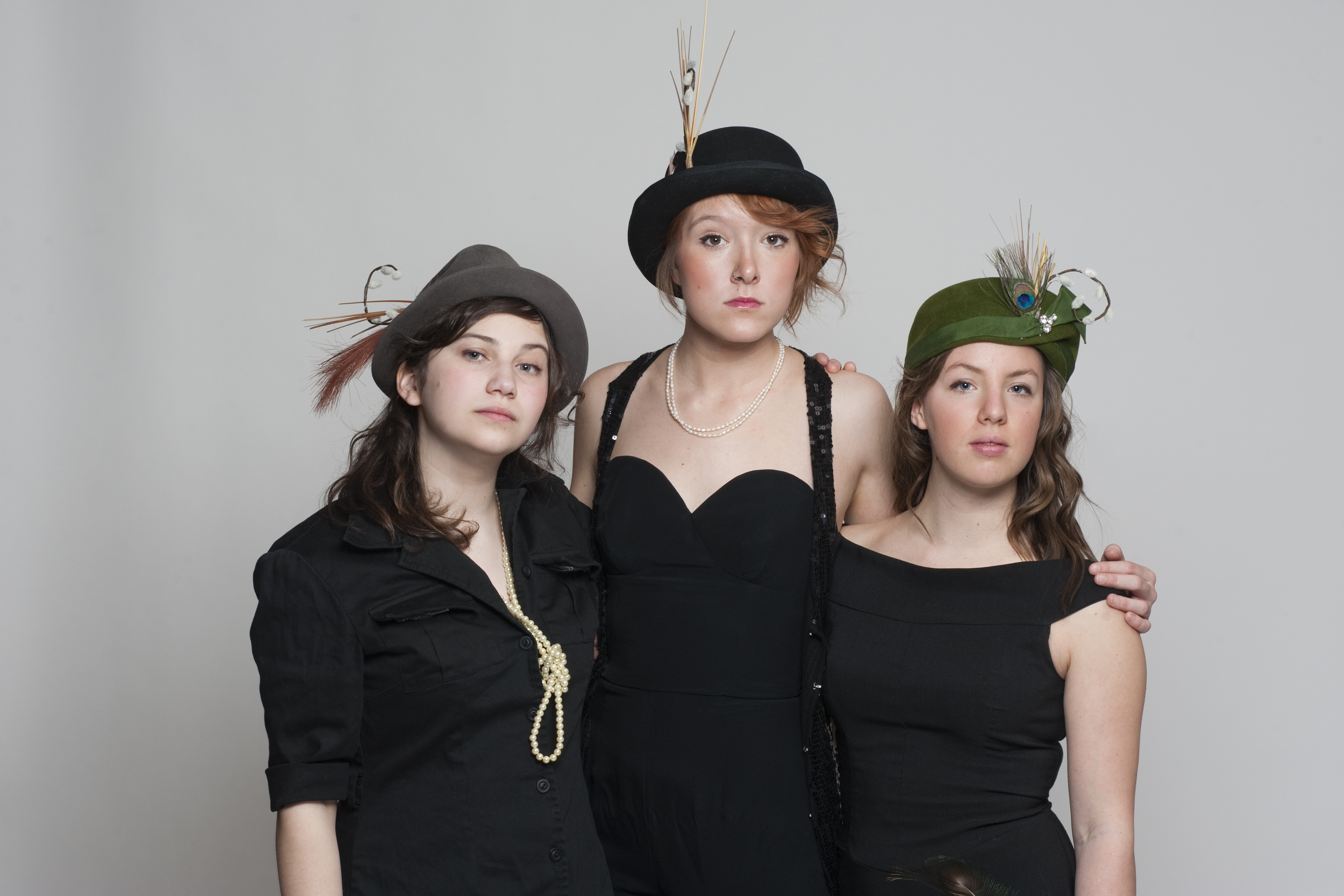
Julie Aubé, Katrine Noël, et Vivianne Roy.

Katrine Noël est l'une des membres fondatrices du trio Les Hay Babies, formé en 2011 aux côtés de Julie Aubé et Vivianne Roy. Le groupe, originaire du Nouveau-Brunswick, s'est rapidement imposé sur la scène indie-folk canadienne, remportant notamment les Francouvertes en 2013. Leur discographie comprend plusieurs albums acclamés, dont Mon Homesick Heart (2014), La 4ième dimension (version longue) (2016), Boîte aux lettres (2020) et Tintamarre (2024),. Leur musique, mêlant folk, rock et accents acadiens, est saluée pour sa fraîcheur et son authenticité.
En dehors de ses activités au sein du groupe Les Hay Babies, Noël participe à divers projets musicaux en tant que collaboratrice. Empruntant divers chapeaux tels que compositrice, réalisatrice, choriste, chanteuse et multi-instrumentaliste, elle contribue à une variété d'enregistrements musicaux, tels que les albums Patsy de Thomé Young (Pascal Lejeune), Demi tour, de Maude Sonier, et Grand Bleu de la formation BAIE, ainsi que sur la chanson Alyre de Sandra LeCouteur, entre autres. En décembre 2022, elle signe sa première chanson de Noël, intitulée Noël chez mémére.

### Théâtre et arts de la scène
En 2019, Katrine Noël a fait ses débuts en tant que comédienne dans la pièce Huit femmes, une production du Théâtre populaire d’Acadie adaptée de l’œuvre de Robert Thomas. Dans cette comédie policière en huis clos, elle interprète le rôle de Suzon, l'une des huit femmes réunies dans une maison isolée durant une tempête de neige, confrontées à un meurtre mystérieux. La mise en scène, signée Diane Losier, intègre des chansons issues du répertoire acadien, interprétées par les comédiennes elles-mêmes, renforçant ainsi l'ancrage culturel de la pièce. La production a connu un succès notable lors de sa tournée à travers le Nouveau-Brunswick à l'automne 2019 et a été reprise à l'été 2020 au Centre culturel de Caraquet, témoignant de son accueil favorable par le public.
Active au sein de Satellite Théâtre, une compagnie de théâtre de création basée à Moncton, Katrine Noël participe à la création de spectacles novateurs. Elle a notamment contribué à Pépins, un parcours de petites détresses, de Caroline Bélisle, un pièce de théâtre déambulatoire dans le Verger Belliveau à Memramcook, explorant les détresses quotidiennes amplifiées par l'isolement pandémique, en tant qu'interprète-créatrice et conceptrice de costumes. En 2023, elle co-signe la composition musicale de Bouée, de Céleste Godin, une pièce de science-fiction existentielle mêlant technologie et introspection humaine. La musique, créée avec Xavier Richard, oscille entre des sonorités rétro 8-bit et des ballades inspirées de Patsy Cline.

### Cinéma et arts visuels
Katrine Noël explore également le cinéma et la direction artistique. Elle a réalisé le court métrage C'est loin (2024), présenté au Festival International du Film sur l'Art (FIFA), associant le texte de Gabriel Robichaud, la voix de Suzie LeBlanc et la musique de Jérôme Blais.
Elle a également co-réalisé des courts métrages, dont un présenté à Cannes dans le cadre de Not Short on Talent en 2014, et a réalisé le vidéoclip Safe to Say pour le groupe Les Hôtesses d’Hilaire. Son film musical Chloé Breault live à la grange à Franky témoigne de son intérêt pour les projets artistiques intégrant musique et visuel.

### Costumes de scène et signature visuelle
En 2015, Katrine Noël et Julie Aubé, toutes deux membres du groupe Les Hay Babies, ont fondé Ok my Dear, une boutique de vêtements vintage située à Moncton, au Nouveau-Brunswick. L’établissement offrait une sélection de vêtements, d’accessoires et d’objets décoratifs rétro, principalement inspirés des décennies 1960 à 1990. Axée sur la mode durable et la réutilisation, la boutique visait à promouvoir une consommation éthique tout en reflétant l’univers artistique singulier de ses fondatrices.
Ok my Dear a rapidement su séduire une clientèle locale fidèle et s’est imposée comme un lieu de rencontre pour la scène culturelle alternative de Moncton. Bien que la boutique ait cessé ses activités après quelques années, elle demeure un exemple significatif de l’engagement entrepreneurial des deux musiciennes au sein de leur communauté.
L’album Boîte aux lettres (2020) du groupe Les Hay Babies est directement issu d’une découverte faite dans le cadre de leur travail à la boutique. En triant un lot d’objets donnés à la friperie, elles ont trouvé, dissimulée dans un sac à pain, une série de lettres personnelles écrites par une femme nommée Jackie à sa mère dans les années 1960. Cette correspondance intime a inspiré la trame narrative et esthétique de l’album, qui s’articule comme une œuvre musicale conceptuelle, empreinte de nostalgie et d’imaginaire.
À travers son travail chez Ok my Dear, Katrine Noël a développé un intérêt marqué pour le stylisme ainsi qu’une expertise en création de costumes de scène. Elle agit depuis à titre de co-conceptrice de costumes pour Les Hay Babies et de conceptrice principale pour d'autres formations musicales telles que Les Hôtesses d’Hilaire et BAIE. Son approche, alliant références rétro, sens du détail et compréhension des besoins visuels propres à la scène, contribue à façonner l’identité visuelle de plusieurs projets artistiques acadiens contemporains.

## Approche artistique
Artiste touche-à-tout, Katrine Noël navigue entre musique, théâtre, cinéma et arts visuels. Son travail est caractérisé par une sensibilité poétique, une exploration des identités culturelles et une volonté de repousser les frontières artistiques. Elle s'inscrit dans une démarche de création libre et engagée, contribuant activement à la vitalité de la scène artistique acadienne.

## Distinctions
- 2013 : Lauréate des Francouvertes (Montréal), avec Les Hay Babies[30]
- 2014 : Sélection du court métrage (co-réalisation) au programme Not Short on Talent du Festival de Cannes[31]
- 2015 : Prix Éloizes – Groupe de l’année (avec Les Hay Babies)
- 2016 : Nomination aux East Coast Music Awards pour l’album La 4ième dimension (version longue), Les Hay Babies
- 2020 : Nomination aux Prix Éloizes pour l’album Boîte aux lettres, Les Hay Babies
- 2024 : Sélection officielle du court métrage C’est loin au Festival International du Film sur l’Art (FIFA)[32]